# Isak Ssewankambo
Isak Ssewankambo (Angered, 27 februari 1996) is een Zweeds voetballer, wiens ouders uit Oeganda komen. Hij speelt bij voorkeur als rechterverdediger. 

## Clubcarrière
Ssewankambo speelde vier jaar in de jeugd van Chelsea en tekende in de zomer van 2014 een contract voor een jaar bij NAC Breda. Hij debuteerde op 9 augustus 2014, als basisspeler in de thuiswedstrijd tegen SBV Excelsior. Ssewankambo had een clausule in zijn contract bij NAC waarmee hij na een halfjaar transfervrij weg kon. Hier maakte hij in januari 2015 gebruik van om onbelemmerd na een stage naar Derby County over te kunnen stappen. Voor Derby County kwam hij eenmaal in actie in een duel om League Cup tegen Portsmouth FC (2-1) nederlaag. Hij begon in de basis en werd na 70 minuten gewisseld voor George Thorne. Op 3 maart 2016 werd hij gepresenteerd bij het Noorse Molde FK waar hij een contract voor drie seizoenen tekende. In maart 2018 werd hij verhuurd aan het Zweedse Malmö FF. Medio 2018 werd hij verhuurd aan Malmö FF. In 2019 ging hij naar Östersunds FK.

## Interlandcarrière
Ssewankambo was tevens Zweeds jeugdinternational. Hij speelde op het Europees kampioenschap voetbal onder 17 - 2012 en het wereldkampioenschap voetbal onder 17 - 2013. Zijn oudere broer Moses is ook voetballer.

## Erelijst
- FA Youth Cup: 2014
- Premier League -21: 2014
- The NextGen Series 2013/14: tweede plaats
- Wereldkampioenschap voetbal onder 17 - 2013: